# Fortune Global 500
La llista Fortune 500 (en català Riquesa 500) és un seguit de les 500 majors empreses de capital obert per volum de vendes.

## Llista del 2009
Aquesta és el 10 publicat el juliol 2009. Està basat en les companyies que l'any fiscal va acabar a o abans del 31 de març de 2009.
| Empresa                | País                         | Camp        |
| ---------------------- | ---------------------------- | ----------- |
| Royal Dutch Shell      | Països Baixos†               | Combustible |
| ExxonMobil Corporation | Estats Units                 | Combustible |
| Wal Mart               | Estats Units                 | Vendes      |
| BP                     | Regne Unit                   | Combustible |
| Chevron Corporation    | Estats Units                 | Combustible |
| Total S.A.             | França                       | Combustible |
| ConocoPhillips         | Estats Units                 | Combustible |
| ING Group              | Països Baixos                | Banca       |
| Sinopec                | República Popular de la Xina | Combustible |
| Toyota Motor           | Japó                         | Automòbils  |

† Mentre Fortune llista Shell com a Neerlandèsa, l'empresa es defineix també anglesa.
General Motors, ha estat relegada al lloc #18, fora del top ten. Sinopec ha entrat al top ten; era la #16 el 2008.
El top ten inclou set companyies petrolieres, una d'automòbils, una manufacturera, una de venda al detall i una altra bancària.

### 2015 per països
Aquesta llista és dels 10 països amb les 500 empreses més globals.
| Rang | País                         | Empreses |
| ---- | ---------------------------- | -------- |
| 1    | Estats Units                 | 128      |
| 2    | República Popular de la Xina | 106      |
| 3    | Japó                         | 53       |
| 4    | França                       | 32       |
| 5    | Regne Unit                   | 29       |
| 6    | Alemanya                     | 28       |
| 7    | Corea del Sud                | 17       |
| 8    | Països Baixos                | 15       |
| 9    | Suïssa                       | 12       |
| 9    | Canadà                       | 11       |

La Unió europea té 163 Empreses Fortune Global de les 500.

### 2009 per ciutat
Aquest és el resum per ciutats properes (no àrees metropolitanes) dereminades per Fortune. El top 10 de les ciutats amb les més empreses al Global 500.
| Rang | Ciutat    | País                         | Nombre de Global 500 companies | Global 500 beneficis ($ milions) |
| ---- | --------- | ---------------------------- | ------------------------------ | -------------------------------- |
| 1    | Tòquio    | Japó                         | 51                             | 2,237,560                        |
| 2    | París     | França                       | 27                             | 1,399,172                        |
| 3    | Pequín    | República Popular de la Xina | 26                             | 1,361,407                        |
| 4    | Nova York | Estats Units                 | 18                             | 869,150                          |
| 5    | Londres   | Regne Unit                   | 15                             | 994,772                          |
| 6    | Seül      | Corea del Sud                | 11                             | 519,351                          |
| 7    | Madrid    | Espanya                      | 9                              | 434,393                          |
| 8    | Toronto   | Canadà                       | 7                              | 195,510                          |
| 9    | Zúric     | Suïssa                       | 7                              | 242,595                          |
| 10   | Osaka     | Japó                         | 7                              | 291,492                          |
| 11   | Moscou    | Rússia                       | 7                              | 380,530                          |
| 12   | Múnic     | Alemanya                     | 7                              | 485,386                          |